# Nazareth Speedway
Der Nazareth Speedway war ein Speedway im Lehigh Valley, Pennsylvania mit einer Länge von 0,946 Meilen (1,522 km). Zuletzt wurden auf ihm Rennen der NASCAR Busch Series und Craftsman Truck Series als auch der IndyCar Series ausgetragen.

## Geschichte
Ab etwa den 1910er Jahren fanden auf einer um 1900 errichteten, 0,5 Meilen langen Pferderennbahn vor den Toren der Stadt auch Motorsportrennen statt. 1966 wurde neben der Pferderennbahn ein weiterer 1,126 Meilen langer Dirttrack mit 5 Kurven speziell für Motorsportveranstaltungen geschaffen. Auf diesem fanden Rennen der Whelen Modified Tour sowie der USAC National Championship statt. Zwischen dem 15. Oktober 1966 und der ersten Schließung am 7. November 1971 wurden insgesamt 52 Rennen auf dem Speedway ausgetragen. Im Jahre 1982 übernahm Lindy Vicari die Rennstrecke und verkürzte sie auf eine Länge von einer Meile. Nach nur zwei Jahren wurde der Dirt-Track Speedway erneut geschlossen. 
1986 kaufte Roger Penske  die Anlage und ließ sie renovieren und asphaltieren. Im Jahre 1987 erfolgte die Wiedereröffnung als Pennsylvania International Raceway. Zu dieser Zeit war sie die erste Ovalrennstrecke, die eine extra Warm-Up-Spur zur Einfahrt in die und Ausfahrt aus der Boxengasse besaß. Weitere Renovierungen erfolgten 1997, als die Außenmauer und Fangzäune erneuert sowie neue Tribünen errichtet wurden.

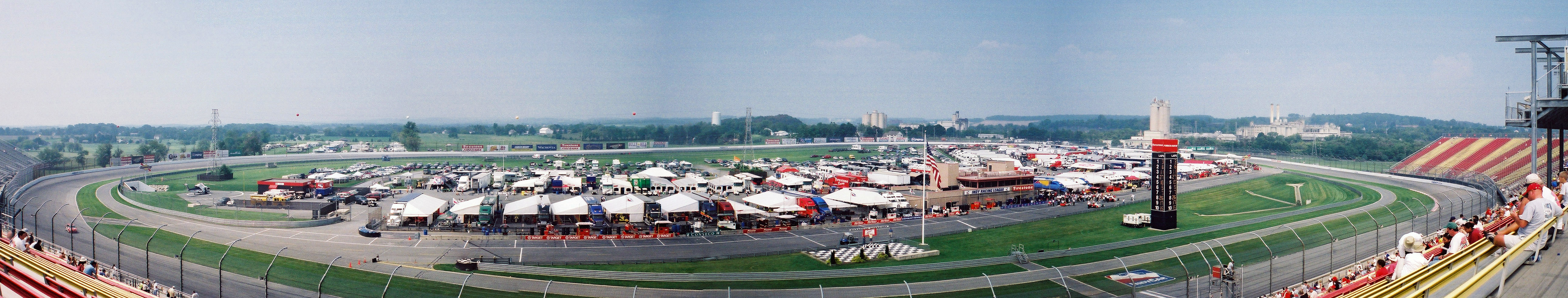
Der Nazareth Speedway im August 2004 kurz vor seiner Schließung.

Mit der Wiedereröffnung wurde die Strecke in den Rennkalender der NASCAR Busch Series aufgenommen. Ab 1997 war auch die Craftsman Truck Series hier zu Gast, die bis 2001 Rennen auf der Strecke austrug.
Im Jahre 1999 kaufte die International Speedway Corporation (ISC) den Nazareth Speedway. Obwohl die Rennen der Busch Series und IndyCar Series relativ erfolgreich waren, wurde der Speedway zum Saisonende 2004 geschlossen. Die Rennen wurden durch Veranstaltungen in Watkins Glen und auf anderen ISC-Strecken ersetzt. Der Speedway steht seitdem zum Verkauf und wurde weitestgehend zurückgebaut. Die erst 1997 erneuerten Tribünen wurden in Watkins Glen wiederaufgebaut.
2000 veröffentlichte Mark Knopfler auf seiner LP Sailing to Philadelphia ein Lied namens "Speedway at Nazareth", das die Rennstrecke zum Inhalt hat. 
Im November 2015 wurde das Gelände an die Firma Raceway Properties LLC unter der Auflage verkauft dort keine weiteren Rennveranstaltungen mehr zuzulassen. Es existieren Pläne für einen Rückbau der Anlage zwecks urbaner Nutzung.

## Streckenbeschreibung
Eine Besonderheit dieses Tri-Ovals war seine asymmetrische Gestaltung. Der Knick der die erste Kurve darstellt, befand sich nicht genau in der Mitte, sodass die Start- und Zielgerade geringfügig länger als die Gerade zwischen Kurve 1 und 2 war. Die einzigen beiden vergleichbaren Strecken sind der Phoenix International Raceway und der Walt Disney World Speedway.
Die Kurvenüberhöhung betrug zwischen 2,7° und 6°, die Gegengerade war 1200 Fuß (ca. 366 m) und die Start-Ziel-Gerade 800 Fuß (ca. 244 m) lang.

## Streckenlänge
Die Wiedereröffnung 1987 erfolgte als ein leicht rekonfiguriertes Ein-Meilen-Oval. Obwohl Architekten und Teilnehmer wussten, dass die Rundenlänge weniger als eine Meile betrug, wurde in der offiziellen Zeitnahme der CART eine Länge von einer Meile verwendet. Erst 1997 wurde die offizielle Länge auf 0,946 Meilen (ca. 1,52 km) korrigiert. Entsprechend wurde die Rennlänge von 200 Runden (200 Meilen) auf 225 Runden (212,85 Meilen) korrigiert. In den Rennen der Indy Racing League wurde in den Jahren 2002 bis 2004 eine Streckenlänge von 0,935 Meilen (1,504 km) für die Zeitnahme genutzt. Nach welchen Richtlinien und mit welchen Methoden diese Streckenlänge bestimmt wurde, ist nicht angegeben.